# خاکسترهای آنجلا (فیلم)
خاکسترهای آنجلا (انگلیسی: Angela's Ashes) فیلمی در ژانر درام به کارگردانی آلن پارکر است که در سال ۱۹۹۹ منتشر شد.

## بازیگران
- امیلی واتسون
- رابرت کارلایل
- دوون مورای
- کری کندن
- آلن پارکر
- تیم اوبرایان
- جی.جی. مورفی